# Type O Negative
Type O Negative byla americká gothic metalová skupina založená v Brooklynu v New Yorku v roce 1989, Peterem Steelem (zpěv, basa), Kennym Hickeyem (kytara, doprovodný zpěv), Joshem Silverem (klávesy, doprovodný zpěv) a Salem Abruscatem (bicí, perkuse), kterého později nahradil Johnny Kelly. Jejich textařský důraz na témata romantiky, deprese a smrti vyústil v přezdívku „Drab Four“ (jako pocta přezdívce Beatles „Fab Four“). Kapela získala platinovou desku za Bloody Kisses z roku 1993 a zlatou desku za October Rust z roku 1996.
Steele zemřel 14. dubna 2010 ve věku 48 let; některé zdroje uvádějí jako příčinu smrti selhání srdce způsobené aortální aneuryzmatem, zatímco jiné uvádějí sepsi způsobenou divertikulitidou. Sedm měsíců po Steeleově smrti zbývající členové Type O Negative oznámili, že jako kapela nebudou pokračovat.

## Historie

### Počátky (1979-1989)
V roce 1979 Peter Steele založil metalovou skupinu Fallout. Ve skupině mimo jiné působil také Josh Silver, pozdější klávesista Type O Negative. Skladby Fallout těžily především z Peterovy nebývale bohaté slovní zásoby a neotřelých nápadů. Vydali však všeho všudy pouze jedno EP (Batteries Not Included). V roce 1982 se Fallout rozpadl, načež vznikla thrash metalová skupina Carnivore. Texty, které Peter psal pro Carnivore, byly většinou hrubé, vztahující se k náboženství, válce, rasové nesnášenlivosti a misogynii. V roce 1985 vydali Carnivore své debutové eponymní album. V roce 1986 Peter napsal slova k několika písničkám k albu Cause for Alarm hardcore-punkové kapely Agnostic Front. V roce 1987 Carnivore vydali druhé album Retaliation, avšak o rok později se rozpadli - jedním z důvodů byla Peterova neochota vzdát se stabilní práce a plně se živit hudbou.

### Slow, Deep and HardaThe Origin of the Feces(1991-1992)
První album Type O Negative, Slow Deep and Hard, obsahovalo těžké, ponuré riffy ve stylu Black Sabbath, maniakální hardcorové hudební zlomy a ponurou, průmyslovou a gotickou atmosféru. Písně byly dlouhé, rozdělené do několika částí; texty volně vyprávěly příběh muže, který zabil svou nevěrnou přítelkyni a jejího milence, než nakonec zauvažoval o svých činech a spáchal sebevraždu.
Roadrunner Records po skupině žádali živé album. Skupina to pojala po svém, album nahráli ve studiu a publikum hráli jejich známí, jež měli Steelem nařízeno bučet na kapelu, která naschvál hrála své songy nekvalitně. Album z roku 1992 neslo název Origin of the Feces a na obalu alba bylo uvedeno varovné označení: „Not Live at Brighton Beach“. Album obsahuje převážně nekvalitní nahrávky písní z předchozího alba Slow, Deep a Hard, jediné "nové" jsou nevydané písně „Are You Afraid?“, „Hey Pete“ (cover verze „Hey Joe“ od Jimmiho Hendrixe s pozměněným textem) a cover „Paranoid“ (původně od Black Sabbath).

### Bloody KissesaOctober Rust(1993-1998)
Třetí album Type O Negative, Bloody Kisses, bylo vydáno v roce 1993 a nakonec se stalo první nahrávkou Roadrunneru, která byla oceněna platinovou deskou. Většina textů Bloody Kisses se zabývá samotou, rozchodem partnerů či podobnými smutnými událostmi v životě Steela, kupříkladu „Too Late: Frozen“, „Blood & Fire“ a „Can't Lose You“. Skladby „Christian Woman“ a „Black No. 1 (Little Miss Scare-All)“ se staly nejoblíbenějšími skladbami skupiny poté, co byly upraveny na rádiovou délku (studiové verze byly 9, respektive 11 minut, dlouhé). Skupina na albu nahrála velice volně pojatý, gotiký cover na hit Summer Breeze od Seals and Crofts, který se měl jmenovat Summer Girl a měl upravený text, Seals and Crofts ovšem s touto verzí nebyli spokojeni a Type O Negative byli donuceni natočit věrnější, gotickou verzi Summer Breeze. Za účelem propagace alba se Type O Negative vydali na dvouleté světové turné. Během této doby byla skupina uvedena na MTV, VH1 a v Rolling Stone. Uprostřed tohoto mediálního blesku opustil bubeník Sal Abruscato skupinu, aby se připojil k jiném brooklynské kapele Life of Agony. Johnny Kelly, bicí technik kapely, byl proto najat jako plnohodnotný člen. Bloody Kisses bylo znovu vydáno rok po původním vydání v limitované edici digipak, včetně osmi hudebních skladeb z originálu a dříve nevydaného songu „Suspended in Dusk“.
October Rust pokračoval tam, kde Bloody Kisses skončilo, zkoumal témata sexu, přírody, smrti a smyslnosti z téměř až náboženské podstaty. October Rust je nejvíce gotickým albem kapely, jedná se o nahrávku silně romantickou a temnou. Album má čtyři singly, parodický "My Girlfriend's Girlfriend" a temně gotický a romantický "Love You To Death", jedny z nejznámějších songů kapely, osmi-minutový "In Praise of Bacchus", na kterém dělá back-vokály přítelkyně Johnnyho Kellyho, Val Ium a je inspirovaný rozchodem Steela a cover verzi Youngova songu "Cinnamon Girl". Toto album zavedlo "tradici" Type O Negative s žertovnými začátky alba, kde např. slyšíme zvuk špatně zapojeného speakru, zároveň se jedná o první album Type O Negative, které se dostalo do horní poloviny Billboard 200, přesněji na 42. místě. Album bylo oceněno zlatou deskou.

### World Coming DownaThe Least Worst of Type O Negative(1999-2002)
S dokončením dalšího úspěšného světového turné, příprava nového alba započala. Některé songy byly napsány ještě před vydáním October Rust. World Coming Down se vyznačovalo mnohem temnější, pochmurnou atmosférou než jeho předchůdci. Důvodem je, že mezi lety 1995 a 1999 zemřelo v rodině Steela na 5 členů rodiny, jeho matka byla silně nemocná a sám Steele propadal závislostem na alkoholu, kokainu a cigaretám.
"Best of" Album následovalo v roce 2000 s názvem The Least Worst of Type O Negative. Ačkoli je většina skladeb z již vydaných alb, mnohé jsou nevydané remixy nebo B-strany dříve vydaných singlů. Spolu s těmito písněmi jsou i nevydané tracky z alba World Coming Down, "It's Never Enough" a "Stay Out of My Dreams", cover „Black Sabbath“ od Black Sabbath (Steele však cover přepsal a zpívá song nikoliv z pohledu hříšníka, ale z pohledu samotného Satana) a remasterovanou verzi „Hey Pete "(původně vydáno na falešném živáku "Origin of the Feces").

### Life Is Killing MeaDead Again(2003-2009)

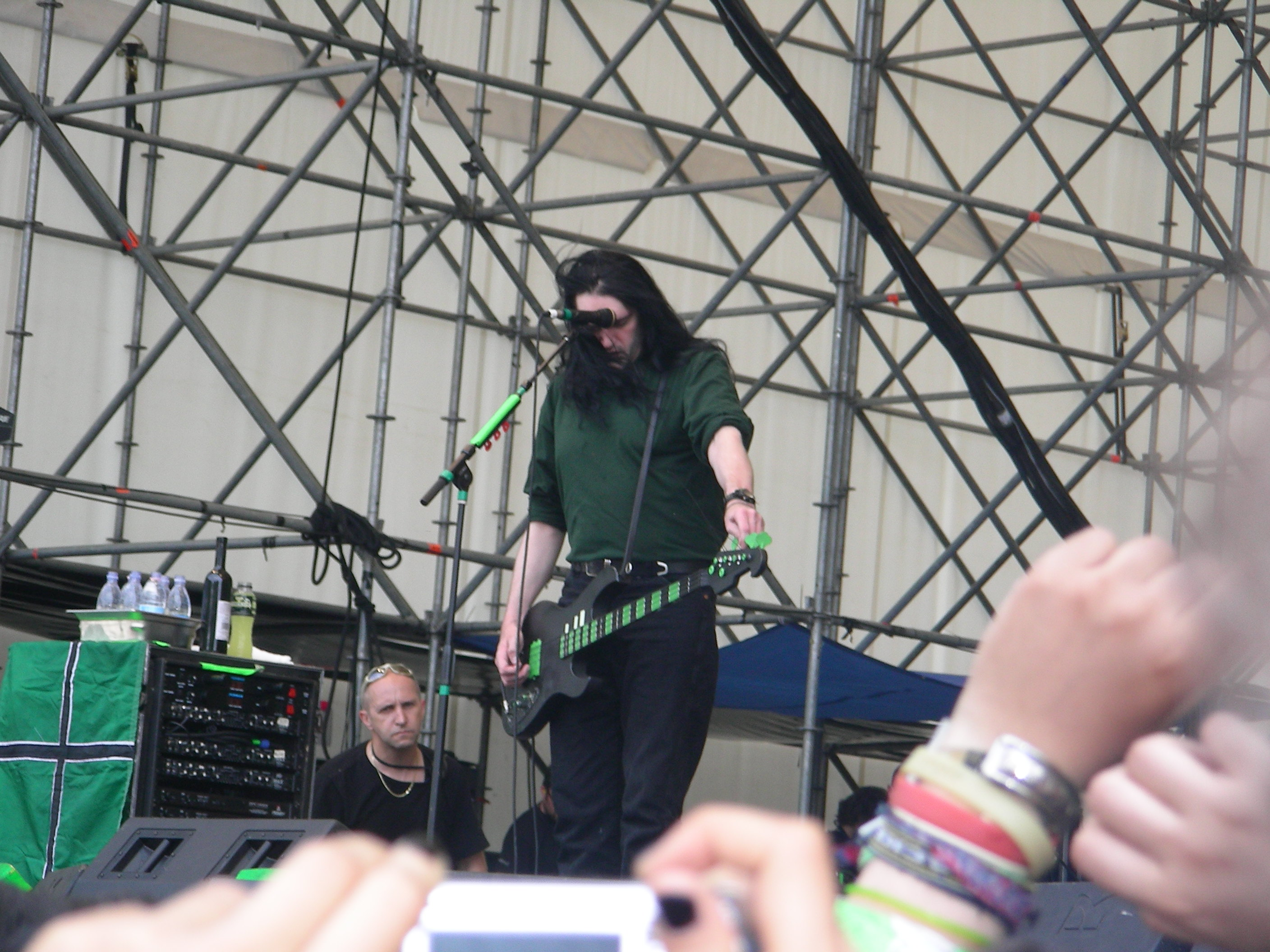
Type O Negative 2007

Šesté studiové album Type O Negative, Life Is Killing Me (původní název zněl The Dream Is Dead, dle závěrečné písně), vyšlo v roce 2003. Toto album je, dá se říci, přesným opakem ponurého, dlouhého alba World Coming Down. Písně jako „Todd's Ship Gods (Above All Things)“, „(We Were) Electrocute“ a „I Don't Wanna Be Me“ se vracejí tempem k albám před World Coming Down, avšak jsou songy na tomto albu o dost kratší, než je u Type O Negative zvykem, nejdelší je sedmiminutová "How Could She?". Jeden z nejznámějších songů z alba je cover "Angry Inch" dle Hedwig and the Angry Inch, song je o nepovedené změně pohlaví.
Type O Negative odešli z Roadrunneru do SPV Records a v roce 2007 vydali Dead Again. Dead Again debutovalo jako číslo 27 ve Spojených státech, což byl nejlepší debut Type O Negative. Rovněž pokračovali v turné do října téhož roku, včetně vystoupení na festivalu Rock am Ring v Nürburgringu v Německu.

### Steelovo úmrtí a konec kapely
14. dubna 2010 zemřel frontman a basista Peter Steele, údajně na srdeční selhání. Následující prohlášení týkající se Steelovy smrti bylo zveřejněno 15. dubna na oficiálních stránkách kapely:
S velkým zármutkem vás informujeme, že frontman Type O Negative, basista a náš spoluhráč, Peter Steele, včera v noci zemřel na to, co se zdá být srdečním selháním. Je ironií, že si Peter užíval dlouhé období střízlivosti a zlepšeného zdraví a bylo bezprostředně kvůli tomu, že začal psát a nahrávat novou hudbu pro další album po „Dead Again“ vydaného v roce 2007.
Oficiální příčina smrti musí být ještě stanovena, dokud nebudou výsledky pitvy. Pohřební služby budou soukromé a memoriál bude oznámen v budoucnu. Níže bychom se chtěli podělit o naše myšlenky a myšlenky na Peterovu rodinu. Jsme opravdu zarmouceni, že jsme ztratili svého přítele, a oceňujeme obrovský kondolence z celého hudebního světa.
S pozdravem,
Josh, Kenny a Johnny

Před svou smrtí se Steele připravoval na psaní a nahrávání nové hudby. Zbývající členové Type O Negative se rozhodli skupinu rozpustit, místo aby Steela nahradili, přičemž Johnny Kelly prohlásil: „I kdyby byl někdo, kdo by mohl zaujmout jeho místo, bylo by to jedno. Nemáme zájem pokračovat. Je to nemožné - nepřišlo to ani v žádném druhu diskuse. Když Peter zemřel, skupina Type O Negative zemřela s ním “
 

## Členové
- Peter Steele – zpěv, baskytara, kytara a klávesy (1989-2010)
- Josh Silver – klávesy, programování, doprovodný zpěv (1989-2010)
- Kenny Hickey – sólová kytara, doprovodný zpěv (1989-2010)
- Johnny Kelly – bicí, perkuse , doprovodný zpěv (1994-2010)
- Sal Abruscato – bicí, perkuse , doprovodný zpěv (1989–1993). Odešel do kapely Life of Agony.

## Diskografie

### Alba
- 1991 Slow Deep and Hard
- 1992 The Origin of the Feces („jako“ živák nahraný ve studiu)
- 1993 Bloody Kisses
- 1996 October Rust
- 1999 World Coming Down
- 2003 Life is Killing Me
- 2007 Dead again

### Kompilace
- 2000 Least Worst Of
- 2006 The Best of Type O Negative

### DVD/Videa
- 1998/2000 After Dark
- 2006 Symphony for the Devil (Steamhammer/SPV)

### Účast nasoundtracíchk filmům a hrám
- „Out of the Ashes“ remix skladby „Blood and Fire“ v Mortal Kombat
- Počítačová hra Descent 2 obsahuje zkrácenou, instrumentální verzi „Haunted“.
- Kompilace Duke Nukem: Music To Score By obsahuje „Cinnamon Girl (extended depression mix)“.
- Počítačová hra Blood softwarové firmy Monolith Productions obsahuje skladbu „Love You to Death“.
- Skladba „Haunted“ je také na CD k filmu Záhada Blair Witch
- Skladba "Summer Breeze" ve filmu Tajemství loňského léta
- Skladba "Love You To Death" je součástí soundtracku filmu Chuckyho nevěsta
- V roce 1998 Arrow Videos použili první čtyři alba kapely k oživení klasického hororu z roku 1922 Nosferatu, tuto verzi filmu uvádí herec David Carradine
- Ve hře GTA IV má stanice Liberty Rock Radio Station jako úvod prvních pár sekund ze singlu "I Don't Wanna Be Me"

### Cover skladby jiných umělců
Studiově nahrané:
- Paranoid skupiny Black Sabbath
- Black Sabbath od Black Sabbath
- Angry Inch od Hedwig and the Angry Inch
- Pictures Of Matchstick Men od Status Quo (společně s Ozzy Osbournem)
- Hey Joe od Jimi Hendrixe
- Highway Star od Deep Purple
- Cinnamon Girl od Neil Younga
- Day Tripper skupiny The Beatles
- Summer Breeze skupiny Seals and Crofts.
- Just Say No To Love od Tonyho Iommiho
- If She Loved Me od The Beatles
- Medley skladeb Carlose Santany

Živě zahrané:
- Light My Fire od The Doors
- N.I.B. od Black Sabbath
- Back in the USSR od The Beatles.
- Magical Mystery Tour od The Beatles
- In The Flesh od Pink Floyd
- Hide your love away od The Beatles
- No Quarter od Led Zeppelin
- Bad Moon Rising od Credence Clearwater Revival
- Dear Prudence od The Beatles
- Predator od Carnivore
- Race War od Carnivore
- Jesus Hitler od Carnivore
- Sex and Violence od Carnivore
- Cornucopia od Black Sabbath
- Come as You Are od Nirvany
- Into the Void od Black Sabbath
- Behind the Wall of Sleep od Black Sabbath
- Do You Love Me od Kiss
- Drug Me od Dead Kennedys
- It's Not Unusual od Toma Jonese
- Jailhouse Rock od Elvise Presleyho
- Lord of This World od Black Sabbath
- No Rain od Blind Melon
- You've Lost That Lovin' Feelin' od The Righteous Brothers
- Píseň o Volžském Námořníku

## Zajímavosti
- Frontman Peter Steele nahý pózoval v časopise Playgirl.
- Videoklipy My Girlfriend's Girlfriend a Love You To Death byly zakázány na MTV